# Zeresenay Alemseged

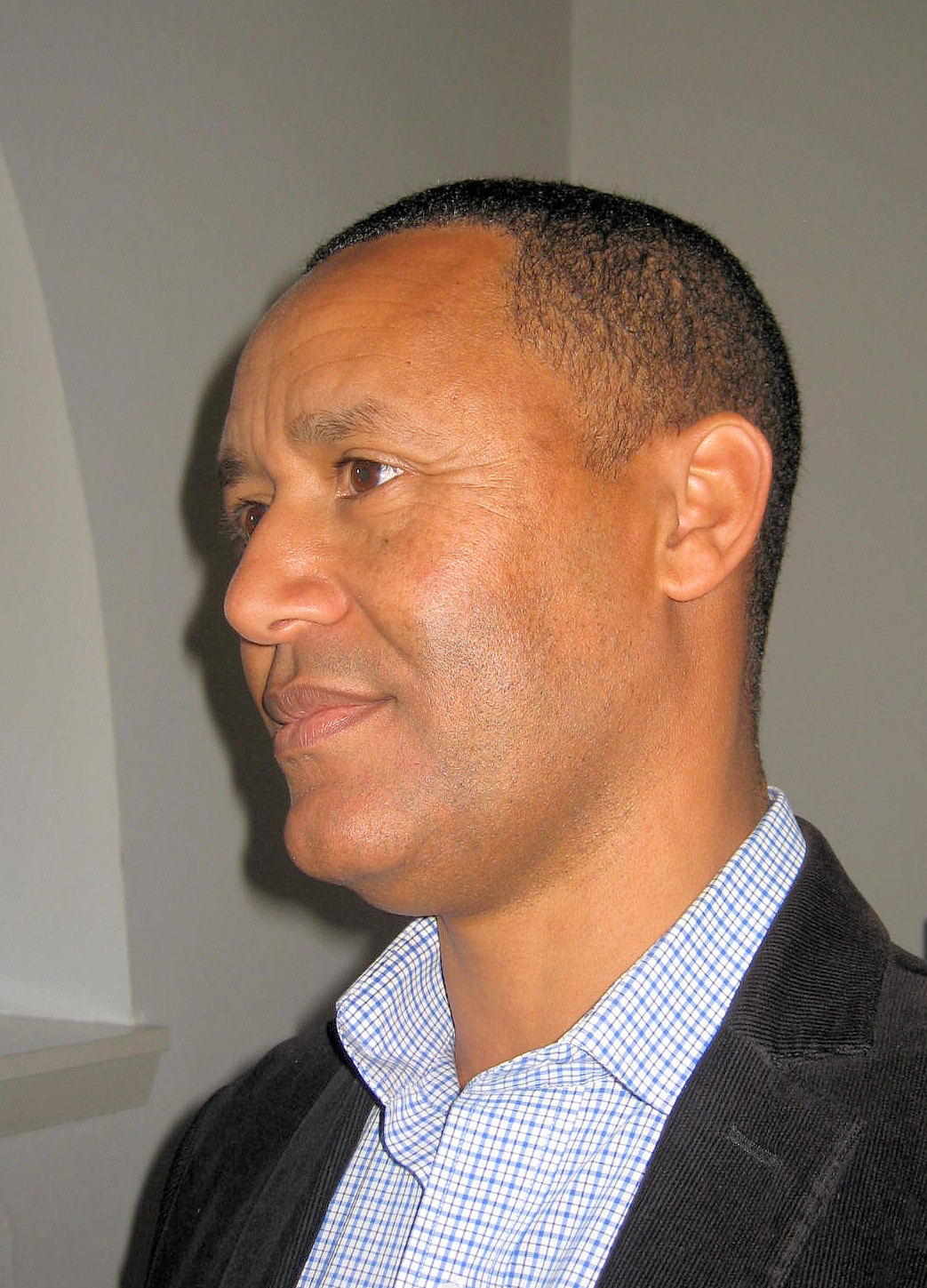
Zeresenay Alemseged, 2013

Zeresenay Alemseged (* 4. Juni 1969 in Axum, Äthiopien) ist ein äthiopischer Paläoanthropologe und Professor an der University of Chicago.

## Leben
Zeresenay Alemseged studierte von 1987 bis 1990 Geologie an der Universität Addis Abeba (Abschluss: BSc) und arbeitete anschließend am Labor für Paläoanthropologie des Nationalmuseums von Äthiopien. Von 1993 bis 1998 studierte er mit einem Stipendium des CNOUS an den französischen Universitäten Montpellier II und Paris VI und am Muséum national d’histoire naturelle. In Montpellier erwarb er den Master-Grad (1994) und den Doktorgrad (1998) im Fach Paläontologie.
1999 initiierte er das Dikika Research Project im Afar-Gebiet in Äthiopien, dessen Leiter er ist. Von 2000 bis 2003 war er zudem als Postdoctoral Research Associate am Institute of Human Origins der Arizona State University, von 2004 bis 2008 war er als Wissenschaftlicher Mitarbeiter am Max-Planck-Institut für evolutionäre Anthropologie in Leipzig tätig. Seitdem ist er Direktor und Kurator der Abteilung Anthropologie an der California Academy of Sciences und Donald N. Pritzker Professor of Organismal Biology and Anatomy an der University of Chicago.

## Wirken
Im Rahmen des Dikika Research Projects entdeckte er im Jahr 2000 das bis heute älteste erhaltene Kinderskelett, die 3,3 Millionen Jahre alten Knochen von DIK 1-1 (genannt „Selam“ oder nach dem Fundort „Dikika-Mädchen“), eines dreijährigen Kindes der Spezies Australopithecus afarensis. Zur selben Spezies gehört auch die 1974 entdeckte „Lucy“.
Im Jahre 2010 war Alemseged an der Publikation von Tierknochen des Fundplatzes Dikika beteiligt. Die V-förmigen, sich überkreuzenden Schrammen auf den Knochen wurden als weltweit älteste Schnittspuren interpretiert, was zugleich die Verwendung von Steinwerkzeugen vor etwa 3,4 Millionen Jahren beweise. Die Publikation löste eine wissenschaftliche Debatte aus da die Interpretation der Einkerbungen umstritten ist; eingewandt wurde, es könne sich auch um Spuren von Krokodilzähnen handeln.

## Ehrungen und Auszeichnungen
- 2021 wurde Alemseged in die American Academy of Arts and Sciences gewählt.[9]
- Am 13. April 2022 berief ihn Papst Franziskus zum Mitglied der Päpstlichen Akademie der Wissenschaften.[10]

## Schriften (Auswahl)
- Zeresenay Alemseged et al.: A new hominin from the Basal Member of the Hadar Formation, Dikika, Ethiopia, and its geological context. In: Journal of Human Evolution. Band 49, Nr. 4, 2005, S. 499–514, doi:10.1016/j.jhevol.2005.06.001
- Zeresenay Alemseged et al.: A juvenile early hominin skeleton from Dikika, Ethiopia. In: Nature. Band 443, 2006, S. 296–301, doi:10.1038/nature05047
- René Bobe, Zeresenay  Alemseged und Anna K. Behrensmeyer (Hrsg.): Hominin Environments in the East African Pliocene: An Assessment of the Faunal Evidence. Vertebrate Paleobiology and Paleoanthropology Series, Springer, Dordrecht 2007, ISBN 978-90-481-6791-3

## Belege
1. ↑  Eintrag Alemseged, Zeresenay in: Bernard Wood: Wiley-Blackwell Encyclopedia of Human Evolution. 2 Bände. Wiley-Blackwell, Chichester u. a. 2011, ISBN 978-1-4051-5510-6.
2. ↑  California Academy of Sciences: Zeresenay (Zeray) Alemseged. (Memento vom 22. Mai 2012 im Internet Archive)
3. ↑  California Academy of Sciences: Zeresenay (Zeray) Alemseged. Zuletzt aufgerufen am 31. März 2019
4. ↑  Zeresenay Alemseged auf der Website der University of Chicogo.
5. ↑  Shannon P. McPherron, Zeresenay Alemseged et al.: Evidence for stone-tool-assisted consumption of animal tissues before 3.39 million years ago at Dikika, Ethiopia. In: Nature. 466, 2010, S. 857–860, doi:10.1038/nature09248
6. ↑  Shannon P. McPherron, Zeresenay Alemseged et al.: Tool-marked bones from before the Oldowan change the paradigm. In: PNAS. Band 108, Nr. 21, E116, 2011, doi:10.1073/pnas.1101298108
7. ↑  Yonatan Sahle, Sireen El Zaatari und Tim White: Hominid butchers and biting crocodiles in the African Plio–Pleistocene. In: PNAS. Band 114, Nr. 50, 2017, S. 13164–13169, doi:10.1073/pnas.1716317114
8. ↑  Jackson K. Njau, Robert J. Blumenschine: A diagnosis of crocodile feeding traces on larger mammal bone, with fossil examples from the Plio-Pleistocene Olduvai Basin, Tanzania. In: Journal of Human Evolution. Band 50, Nr. 2, 2006, S. 142–162, doi:10.1016/j.jhevol.2005.08.008
9. ↑  American Academy of Arts and Sciences: Zeresenay Alemseged.
10. ↑  Nomina di Membro della Pontificia Accademia delle Scienze. In: Tägliches Bulletin. Presseamt des Heiligen Stuhls, 13. April 2022, abgerufen am 13. April 2022 (italienisch).

| Personendaten    | Personendaten                  |
| ---------------- | ------------------------------ |
| NAME             | Alemseged, Zeresenay           |
| ALTERNATIVNAMEN  | Alemseged, Zeray               |
| KURZBESCHREIBUNG | äthiopischer Paläoanthropologe |
| GEBURTSDATUM     | 4. Juni 1969                   |
| GEBURTSORT       | Aksum                          |